# Coupe d’Europe 1978/79

Logo CEB (ausrichtender Verband)

Der Coupe d’Europe 1978/79 ist ein Dreiband-Mannschaftsturnier im Karambolagebillardsport. Die 21. Auflage fand vom 15. bis zum 17. Mai 1979 in Barcelona statt.

## Turniermodus
Gespielt wurde eine Finalrunde mit fünf Mannschaften.

## Geschichte
Zum fünften Mal gewann der C.B. Barcelona den Coupe d’Europe vor dem B.C. Royal Mechelen und der Academie de Billard Amateur St-Maur.

## Vor-Qualifikationsspiele für die Endrunde in Barcelona
| Name                                  | PP | Pkt. | Aufn. | MGD   |
| ------------------------------------- | -- | ---- | ----- | ----- |
| Club Genevois des Amateurs de Billard | 14 | 418  | 596   | 0,701 |
| Unione Amatori Carambola Triest       | 2  | 279  | 596   | 0,468 |

| Name                                | PP | Pkt. | Aufn. | MGD   |
| ----------------------------------- | -- | ---- | ----- | ----- |
| Academie de Billard Amateur St-Maur | 10 | 400  | 549   | 0,728 |
| Club Billard Valencia               | 6  | 372  | 549   | 0,677 |

| Name                                  | PP | Pkt. | Aufn. | MGD   |
| ------------------------------------- | -- | ---- | ----- | ----- |
| Hollandais Majelle Combinatie Utrecht | 10 | 407  | 580   | 0,701 |
| Stockholms Carambole Club             | 6  | 352  | 580   | 0,606 |

## Qualifikationsspiele für die Endrunde in Barcelona
| Name                             | PP | Pkt. | Aufn. | MGD   |
| -------------------------------- | -- | ---- | ----- | ----- |
| Hollandais Majelle Comb. Utrecht | 13 | 405  | 483   | 0,838 |
| Düsseldorfer Billardfreunde 1954 | 3  | ?    | ?     | ?     |

| Name                | PP | Pkt. | Aufn. | MGD   |
| ------------------- | -- | ---- | ----- | ----- |
| B.C. Royal Mechelen | 10 | 392  | 435   | 0,901 |
| B.I.K. København    | 6  | 356  | 435   | 0,818 |

| Name                                  | PP | Pkt. | Aufn. | MGD   |
| ------------------------------------- | -- | ---- | ----- | ----- |
| Club Genevois des Amateurs de Billard | 8  | 381  | 541   | 0,704 |
| Sporting Clube de Portugal            | 8  | 376  | 541   | 0,695 |

| Name                                | PP | Pkt. | Aufn. | MGD   |
| ----------------------------------- | -- | ---- | ----- | ----- |
| Academie de Billard Amateur St-Maur | 10 | 387  | 491   | 0,788 |
| Billardsportklub UNION Wien         | 6  | 360  | 491   | 0,733 |

## Finalrunde in Barcelona
| Spiel 1                               |    |    |      |       |       |    |
| Name                                  | MP | PP | Pkt. | Aufn. | MGD   | HS |
| Academie de Billard Amateur St-Maur   | 2  | 7  | 210  | 358   | 0,586 | 9  |
| Club Genevois des Amateurs de Billard | 0  | 1  | 189  | 358   | 0,527 | 4  |

| Spiel 2                               |    |    |      |       |       |    |
| Name                                  | MP | PP | Pkt. | Aufn. | MGD   | HS |
| Hollandais Majelle Combinatie Utrecht | 0  | 0  | 154  | 282   | 0,546 | 5  |
| C.B. Barcelona                        | 2  | 8  | 210  | 282   | 0,744 | 7  |

| Spiel 3                               |    |    |      |       |       |    |
| Name                                  | MP | PP | Pkt. | Aufn. | MGD   | HS |
| B.C. Royal Mechelen                   | 2  | 6  | 202  | 251   | 0,804 | 10 |
| Club Genevois des Amateurs de Billard | 0  | 2  | 134  | 251   | 0,533 | 7  |

| Spiel 4                               |    |    |      |       |       |    |
| Name                                  | MP | PP | Pkt. | Aufn. | MGD   | HS |
| Hollandais Majelle Combinatie Utrecht | 1  | 4  | 188  | 289   | 0,650 | 6  |
| Academie de Billard Amateur St-Maur   | 1  | 4  | 187  | 289   | 0,647 | 7  |

| Spiel 5                               |    |    |      |       |       |    |
| Name                                  | MP | PP | Pkt. | Aufn. | MGD   | HS |
| Club Genevois des Amateurs de Billard | 0  | 2  | 177  | 292   | 0,606 | 6  |
| C.B. Barcelona                        | 2  | 6  | 202  | 292   | 0,691 | 5  |

| Spiel 6                               |    |    |      |       |       |    |
| Name                                  | MP | PP | Pkt. | Aufn. | MGD   | HS |
| B.C. Royal Mechelen                   | 2  | 6  | 198  | 189   | 1,047 | 7  |
| Hollandais Majelle Combinatie Utrecht | 0  | 2  | 137  | 189   | 0,724 | 10 |

| Spiel 7                             |    |    |      |       |       |    |
| Name                                | MP | PP | Pkt. | Aufn. | MGD   | HS |
| Academie de Billard Amateur St-Maur | 1  | 4  | 195  | 243   | 0,809 | 9  |
| B.C. Royal Mechelen                 | 1  | 4  | 199  | 243   | 0,818 | 7  |

| Spiel 8                             |    |    |      |       |       |    |
| Name                                | MP | PP | Pkt. | Aufn. | MGD   | HS |
| Academie de Billard Amateur St-Maur | 1  | 4  | 173  | 224   | 0,772 | 6  |
| C.B. Barcelona                      | 1  | 4  | 192  | 224   | 0,857 | 6  |

| Spiel 9                               |    |    |      |       |       |    |
| Name                                  | MP | PP | Pkt. | Aufn. | MGD   | HS |
| Hollandais Majelle Combinatie Utrecht | 1  | 4  | 197  | 295   | 0,667 | 9  |
| Club Genevois des Amateurs de Billard | 1  | 4  | 175  | 295   | 0,593 | 5  |

| Spiel 10            |    |    |      |       |       |    |
| Name                | MP | PP | Pkt. | Aufn. | MGD   | HS |
| B.C. Royal Mechelen | 1  | 4  | 197  | 227   | 0,867 | 6  |
| C.B. Barcelona      | 1  | 4  | 176  | 227   | 0,775 | 6  |

## Abschlusstabelle 1978/79
| MP    | Match Points (Sieger = 2; Unentschieden = 1; Verlierer = 0) |
| Pkte. | Erzielte Karambolagen                                       |
| Aufn. | Benötigte Versuche                                          |
| GD    | Generaldurchschnitt                                         |
| BED   | Bester Einzeldurchschnitt eines Spielers                    |
| HS    | Höchstserie                                                 |
|       | Bester GD des Turniers                                      |
|       | Bester ED des Turniers                                      |
|       | Beste HS des Turniers                                       |
|       | 1. Platz (Gold)                                             |
|       | 2. Platz (Silber)                                           |
|       | 3. Platz (Bronze)                                           |

| Platz | Name                                  | MP | PP | Pkt. | Aufn. | MGD   | BMD   | HS |
| ----- | ------------------------------------- | -- | -- | ---- | ----- | ----- | ----- | -- |
| 1     | C.B. Barcelona                        | 6  | 22 | 780  | 1025  | 0,760 | 0,857 | 7  |
|       | Spieler                               |    | PP | Pkt. | Aufn. | GD    | BED   | HS |
|       | Claudio Nadal                         |    | 4  | 218  | 240   | 0,908 | 1,224 | 7  |
|       | B. Bonhora                            |    | 6  | 182  | 241   | 0,755 | 1,000 | 6  |
|       | J. Carreras                           |    | 6  | 188  | 257   | 0,731 | 0,781 | 6  |
|       | J. Lopez                              |    | 6  | 192  | 287   | 0,668 | 0,925 | 6  |
| 2     | B.C. Royal Mechelen                   | 6  | 20 | 796  | 910   | 0,874 | 1,047 | 10 |
|       | Spieler                               |    | PP |      |       | GD    | BED   | HS |
|       | Raymond Ceulemans                     |    | 8  | 240  | 147   | 1,632 | 2,068 | 10 |
|       | J. Marien                             |    | 4  | 185  | 238   | 0,777 | 0,961 | 7  |
|       | Jos de Meyer                          |    | 2  | 183  | 256   | 0,714 | 0,793 | 6  |
|       | Kurt Ceulemans                        |    | 6  | 188  | 269   | 0,698 | 1,041 | 8  |
| 3     | Academie de Billard Amateur St-Maur   | 5  | 19 | 765  | 1114  | 0,686 | 0,809 | 9  |
|       | Spieler                               |    | PP |      |       | GD    | BED   | HS |
|       | Egidio Vierat                         |    | 6  | 229  | 234   | 0,978 | 1,071 | 9  |
|       | J. Buscat                             |    | 4  | 170  | 260   | 0,653 | 0,819 | 9  |
|       | J. Lecompte                           |    | 3  | 189  | 271   | 0,697 | 1,000 | 7  |
|       | Squinabol                             |    | 4  | 177  | 349   | 0,507 | 0,510 | 5  |
| 4     | Hollandais Majelle Combinatie Utrecht | 2  | 10 | 676  | 1055  | 0,640 | 0,667 | 10 |
| 5     | Club Genevois des Amateurs de Billard | 1  | 9  | 675  | 1196  | 0,564 | 0,593 | 7  |

1. 1 2  
Hans H. Grassmann: Billard Sport. 57. Jahrgang, Nr. 9. Düren September 1979, S. 7.
2. 1 2  
J. Babut du Mares: Le Billard. Nr. 79. Brüssel August 1979, S. 11–12.